# Waldstaudenroggen
Waldstaudenroggen ist eine alte Getreide-Sorte, die zur Pflanzenart Roggen (Secale cereale) aus der Familie der Süßgräser (Poaceae) gehört.

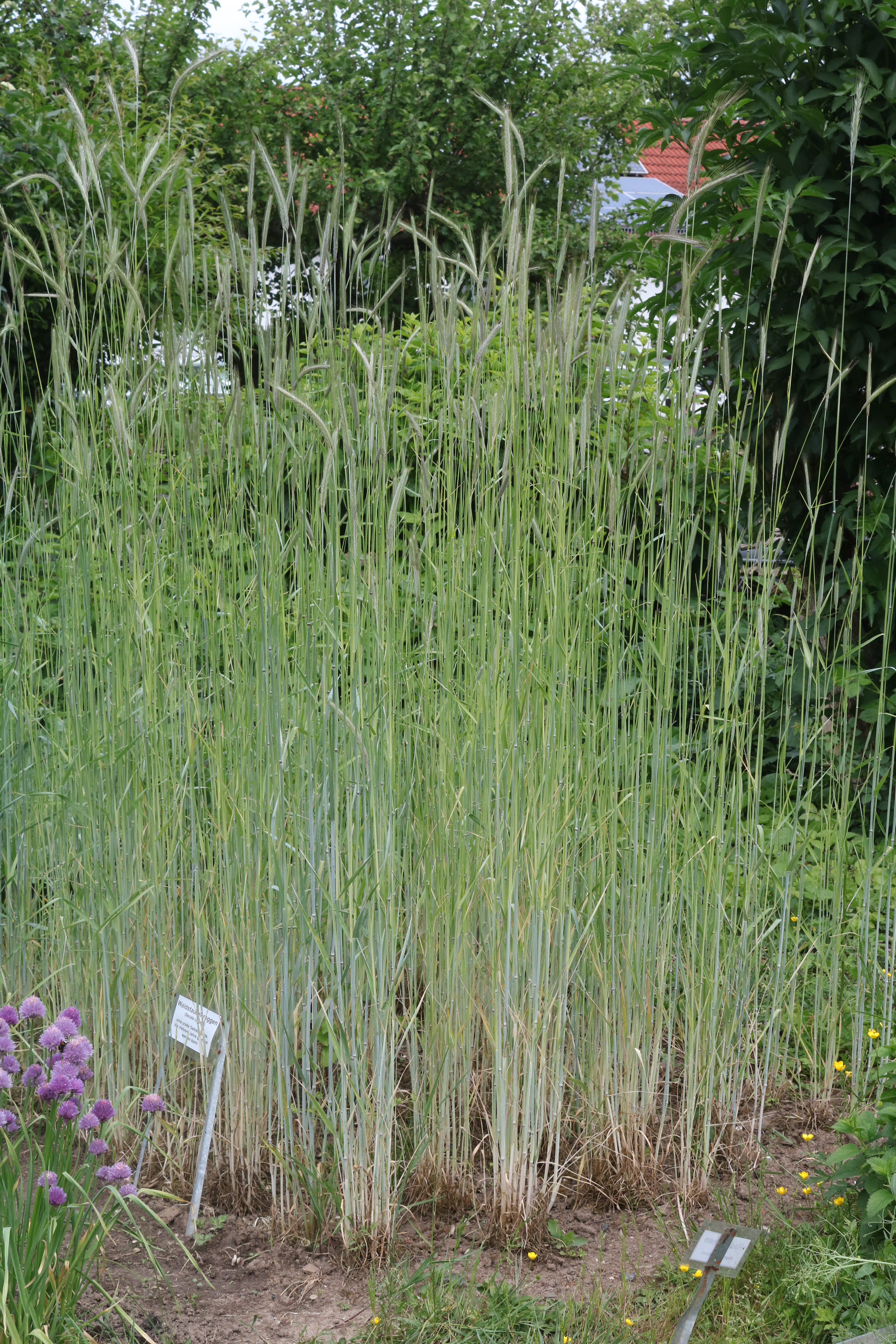
Waldstaudenroggen, ganze Pflanze

## Namen
Während Kühn et al. 1974 noch der Ansicht waren, es handle sich um eine Varietät Secale cereale var. multicaule Metzg. ex Alef., ist dies in keiner aktuellen Literatur bestätigt worden: Derzeit ist dies also kein akzeptiertes Taxon. Irreführend wird diese Sorte verkürzt auch lediglich als „Secale multicaule“ bezeichnet.
Trivialnamen sind auch Johannisroggen, Urroggen, Sibirisches Urgetreide, Sibirischer Roggen, Sibirisches Urkorn oder Waldstaudenkorn.

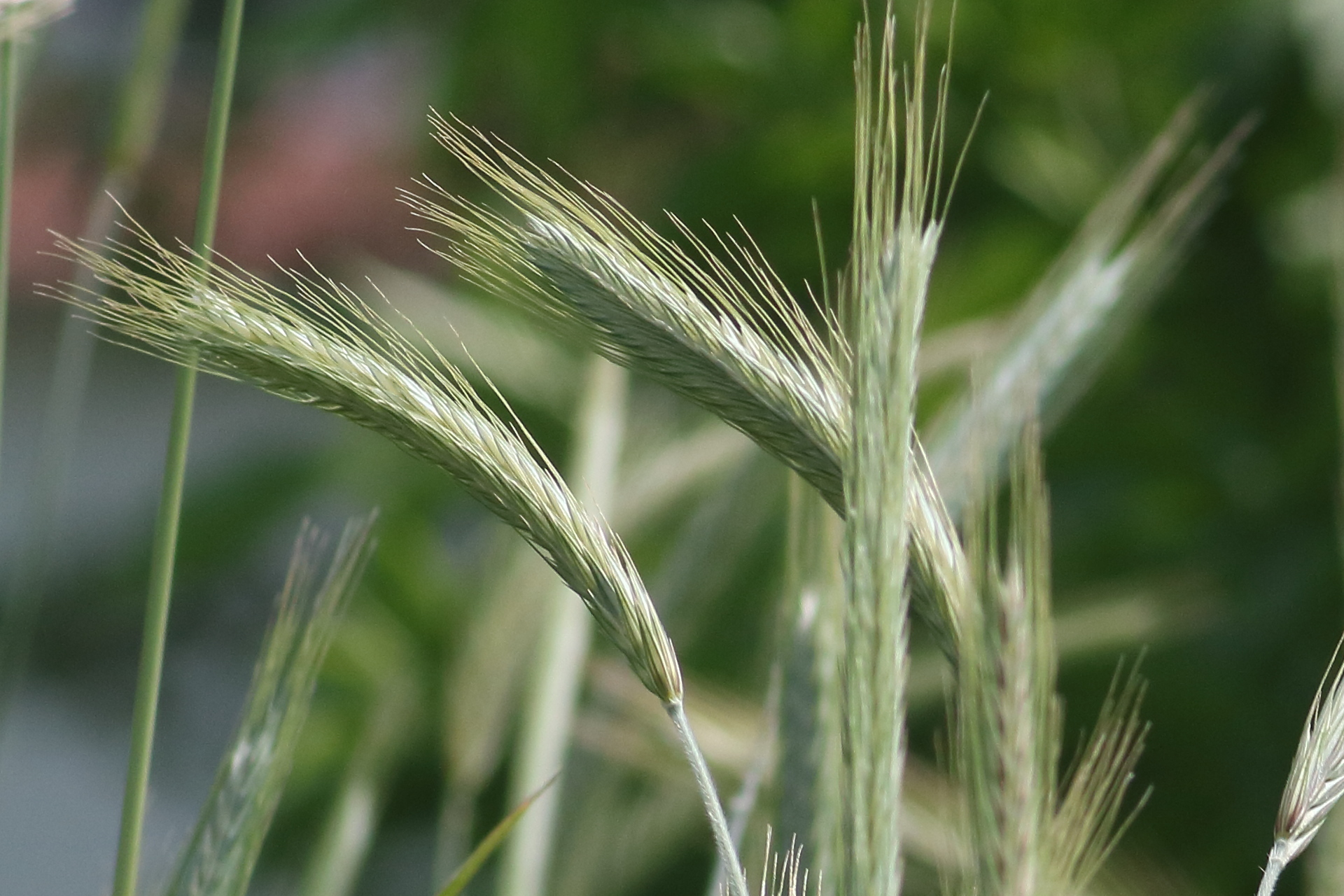
Ähren des Waldstaudenroggen
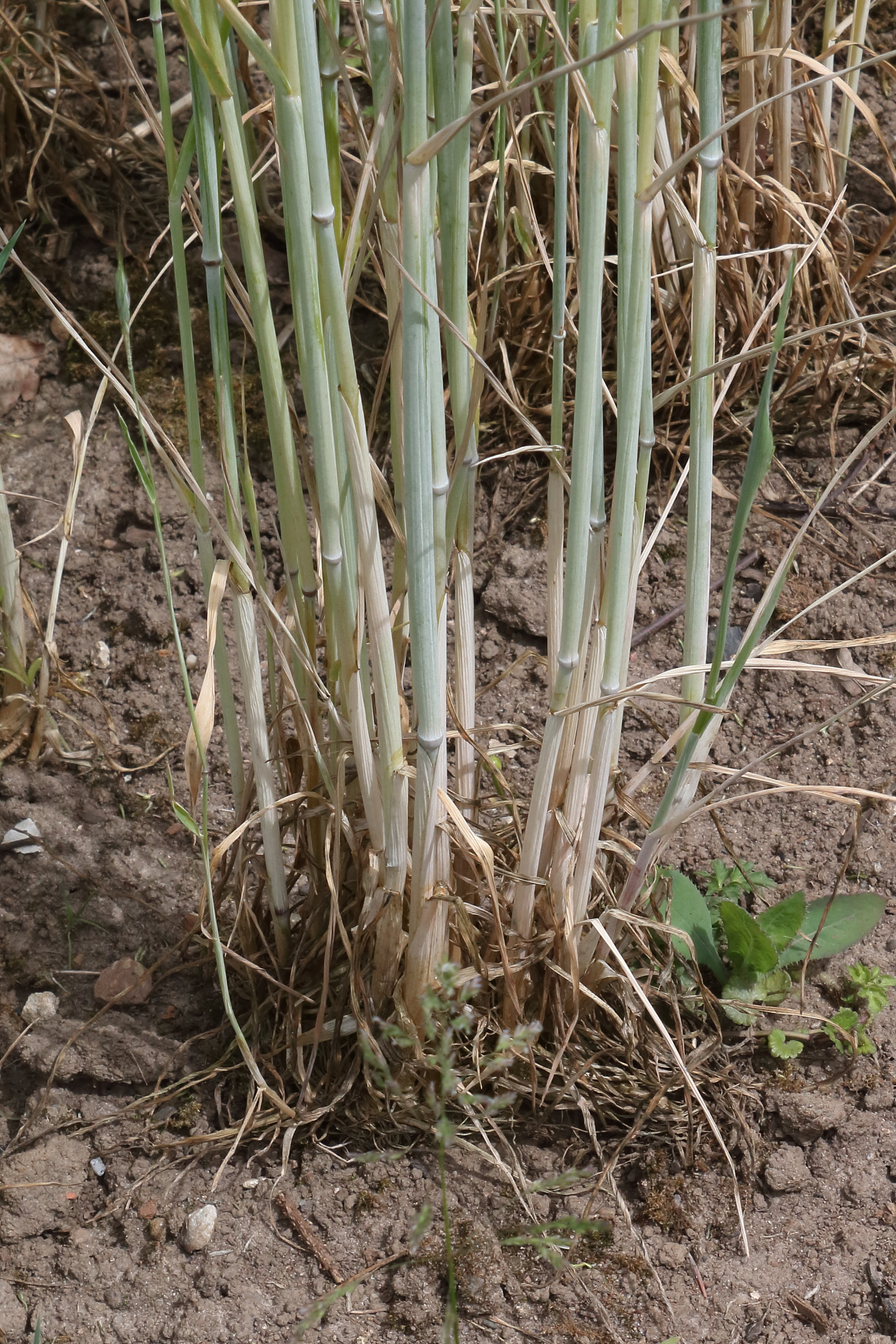
Wurzelbereich des Waldstaudenroggen

Johannisroggen wird das Getreide aufgrund seines relativ frühen Aussaattermins im Jahr genannt: um den 24. Juni herum („Johanni“ bzw. „Sommersonnwende“). Als „Urroggen“ oder „Urkorn“ wird es bezeichnet, weil es wie z. B. Emmer zu den sehr alten Kulturgetreidesorten zählt. Es ist eine typische Pflanze der Brandrodungskultur. In der Niederwaldnutzung war der Waldstaudenroggen eine beliebte Zwischenfrucht für bis zu fünf Jahre, nachdem der Bestand auf den Stock gesetzt war.